# Maasia discolor
Maasia discolor är en kirimojaväxtart som först beskrevs av Friedrich Ludwig Diels, och fick sitt nu gällande namn av Mols, Keßler och Rogstad. Maasia discolor ingår i släktet Maasia och familjen kirimojaväxter. Inga underarter finns listade i Catalogue of Life.